# Johann Moritz Gustav von Manderscheid-Blankenheim

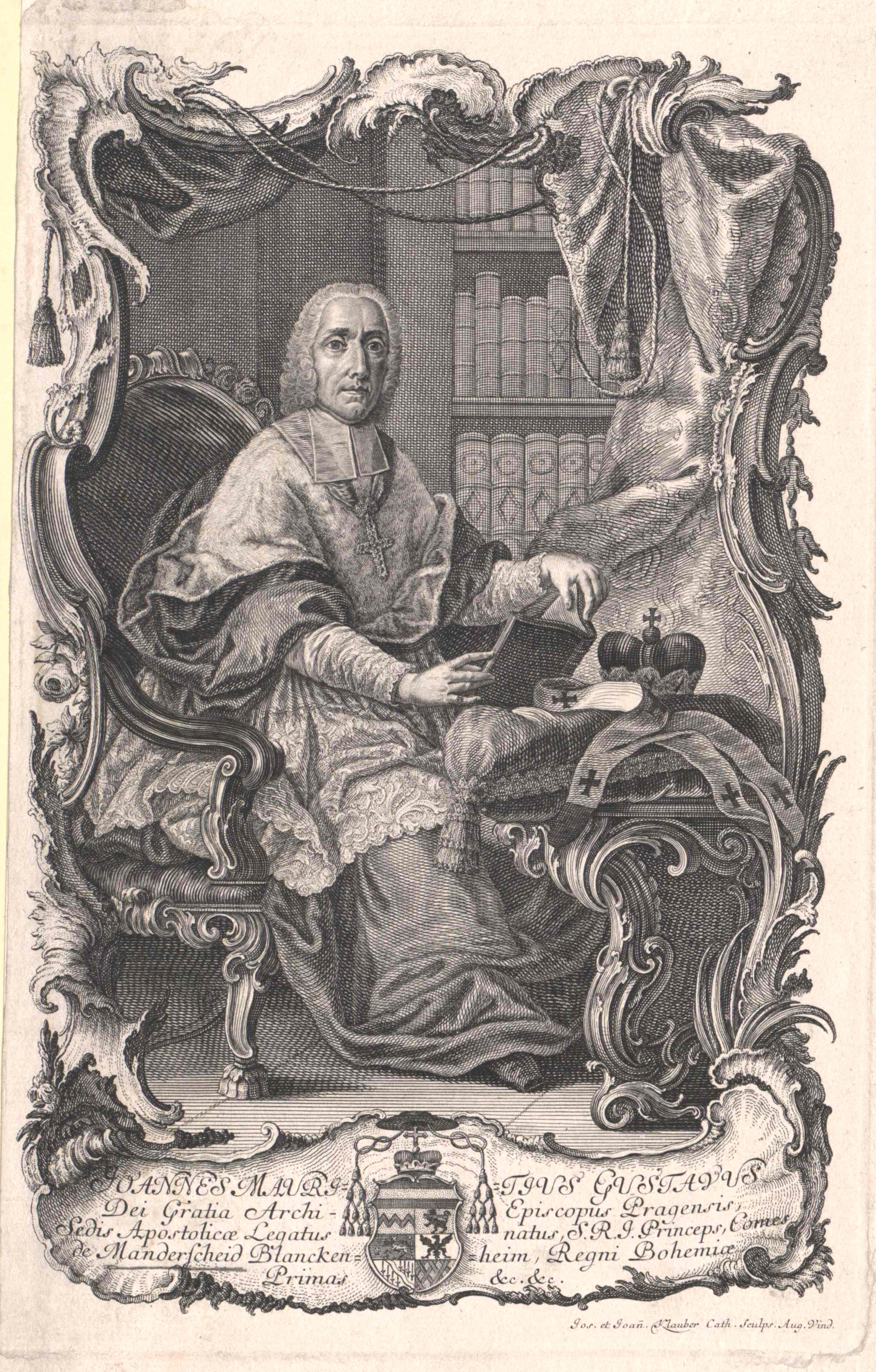
Johann Moritz Gustav von Manderscheid-Blankenheim

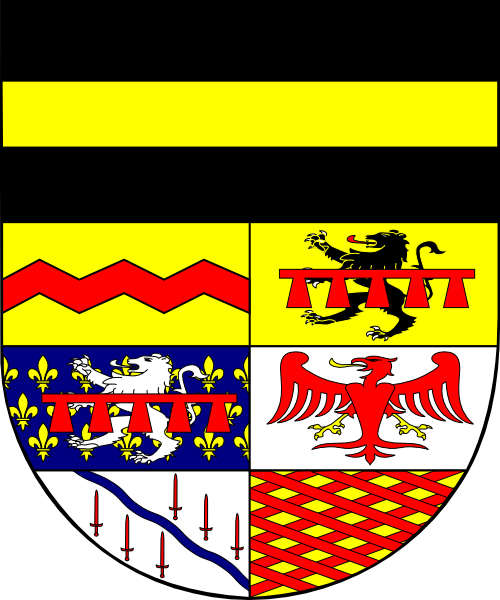
Wappen

Johann Moritz Gustav Graf von Manderscheid-Blankenheim (tschechisch Jan Mořic Gustav z Manderscheid-Blankenheimu; * 12. Juni 1676 in Blankenheim; † 26. Oktober 1763 in Breschan) war von 1722 bis 1734 Bischof von Wiener Neustadt, ab 1725 Dompropst zu Köln und von 1735 bis 1763 Erzbischof von Prag sowie Primas des Königreichs Böhmen.

## Herkunft
Johann Moritz Gustav Graf von Manderscheid-Blankenheim entstammte dem Adelsgeschlecht von Manderscheid. Seine Eltern waren Salentin Ernst, Graf von Manderscheid-Blankenheim (1630–1705) und dessen zweite Frau Christine Elisabeth (1641–1692), Tochter des Grafen Georg Albrecht von Erbach und der Dorothea Gräfin zu Hohenlohe.

## Leben
Johann Moritz Gustav gehörte seit 1685 dem Kölner Domkapitel an. 1692 ist er als Student der Universität Köln belegt und 1695 wurde er in das Straßburger Domkapitel berufen. In der Kurkölnischen Verwaltung erlangte er verschiedene Positionen und in Kurtrier bekleidete er das Amt eines Kurfürstlichen Rates. 1721 ernannte ihn Kaiser Karl VI. zum Nachfolger des verstorbenen Bischofs Joseph Ignaz della Rovere in Wiener Neustadt. Nach der Priesterweihe am 3. August 1721 wurde er von Papst Innozenz XIII. am 14. Januar 1722 als Bischof von Wiener Neustadt bestätigt. Trotz seines Bischofsamtes stieg er 1725 in Köln zum Dompropst auf. Obwohl er 1730 zum Erzbischof von Palermo berufen wurde, fand dort seine Amtseinführung nicht statt.
Am 18. Dezember 1733 wurde er von Kaiser Karl VI. zum Erzbischof von Prag berufen. Nachdem er auf das Bistum Wiener Neustadt resigniert hatte, erhielt er am 18. Dezember 1733 die päpstliche Translation. Die Inthronisation zum Prager Erzbischof fand am 12. September 1734 statt. Nachfolgend führte er mit Nachdruck die Rekatholisierung in Böhmen durch. Er und sein Generalvikar sowie der Abt des Klosters Strahov gehörten der staatlichen Religionskommission für die Enteignungen und Wiederbekehrungen an. Die entsandten Missionare wurden von Fürst-Erzbischof von Manderscheid-Blankenheim zu jährlichen Berichten verpflichtet.
Im Ersten Schlesischen Krieg war er 1741 bei der Huldigung des Kurfürsten Karl Albrecht von Bayern anwesend und für dessen Krönung vorgesehen. Nach der Rückeroberung Prags am 25. Dezember 1742 setzte Erzherzogin Maria Theresia eine Untersuchungskommission ein, die das illoyale Verhalten Manderscheids untersuchte. Obwohl er die vorgeworfenen Tatbestände nicht anerkannte, verbannte sie den Erzbischof Manderscheid-Blankenheim aus Prag. Maria Theresias Krönung zur Königin von Böhmen nahm auf ihren Wunsch hin 1743 der Olmützer Erzbischof Jakob Ernst von Liechtenstein-Kastelkorn vor. Die Huld der Landesherrin Maria Theresia erlangte Erzbischof Manderscheid nicht mehr. 1752 wurde ihm Anton Peter Příchovský von Příchovice als Koadjutor beigestellt, der ihm 1763 als Erzbischof von Prag nachfolgte.
Erzbischof Manderscheid starb am 26. Oktober 1763 auf dem Schloss Breschan westlich von Prag, das zu den bischöflichen Gütern gehörte. Seine für 217.000 Gulden erworbene Herrschaft Dobrejowitz östlich von Prag vererbte er dem Erzbistum Prag.